# Izquierda Republicana
Izquierda Republicana (IR) va ser un partit polític espanyol, fundat l'abril del 1934 amb la unió d'Acción Republicana de Manuel Azaña, el Partit Republicà Radical Socialista de Marcel·lí Domingo i l'ORGA de Santiago Casares Quiroga.

## Història

### Fundació
Es constituïx el 3 d'abril de 1934, al fusionar-se els partits de Manuel Azaña, Acció Republicana; el sector esquerrà del Partit Republicà Radical Socialista (PRS Independent) de Marcel·lí Domingo i Álvaro de Albornoz; i l'ORGA, de Santiago Casares Quiroga. A Catalunya per a diferenciar-se d'Esquerra Republicana de Catalunya passa a dir-se Partit Republicà d'Esquerra. Entre els seus fundadors es trobaven personatges de primera importància de la vida política i cultural de l'època, com José Giral, Álvaro de Albornoz, Victoria Kent, Luis Bello o Amós Salvador, entre d'altres.
Azaña es va convertir en el president del primer Consell Nacional del partit, i el 1935 pactà amb la Unión Republicana de Diego Martínez Barrio i amb el Partido Nacional Republicano de Sánchez Román. Izquierda Republicana va aconseguir 87 diputats a les eleccions de 16 de febrer de 1936, a les quals va acudir amb el Front Popular, i va formar part de tots els governs fins al final de la guerra civil. Azaña va ser President de la República de 1936 a 1939. El seu òrgan d'expressió va ser el periòdic Política.

### Exili i clandestinitat
A l'exili a Mèxic es va convertir en el principal suport del Govern a l'exili de la República, defensant sempre que s'evités l'esment explícit de l'adscripció ideològica dels seus components, per no aixecar suspicàcies ni ferir sensibilitats. Tot i això, el 1951 va abandonar el govern davant el que considerava un «monopoli» d'Unió Republicana (UR), ja que, per primera vegada, un president d'aquell partit havia encomanat la formació de govern a un company de la seva mateixa organització.
Així mateix, va participar en plataformes i organitzacions d'oposició a la dictadura del general Franco. IR va participar al juliol de 1959 en l'elaboració del «Manifest de Fundació i Bases Doctrinals d'Acció Republicana Democràtica Espanyola», juntament amb Unió Republicana. Un any després a París, del 16 al 18 de juny de 1960, tots dos partits es van fusionar per crear Acción Republicana Democrática Española (ARDE) al seu primer congrés.

## Actualitat
Després de la mort de Franco i l'aprovació de la Llei per a la Reforma Política, antics militants d'IR van inscriure al 10 de novembre de 1977 un nou partit amb el mateix nom considerat hereu de l'històric. Posteriorment, també es va formar Alternativa Republicana, fruit de la suma d'ARDE i de militants de la nova IR desencisats amb la direcció, considerada també continuadora de la IR històrica.